# Adidas Jabulani
Adidas Jabulani var den officiella matchbollen vid Världsmästerskapet i fotboll 2010 i Sydafrika. Jabulani betyder ungefär fest eller firande på zulu. Bollen skall på den tiden ha varit den rundaste fotboll som tillverkats, och väger endast 440 gram.

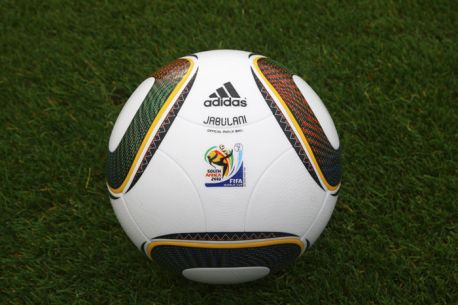
Adidas Jabulani

Bollen har fyra triangulära fält som innehåller elva färger som skall symbolisera de elva spelarna på planen, de elva språken som talas i Sydafrika samt Sydafrikas elva communities.

## Finalvariant
Under finalen användes en specialversion av bollen, kallad Jo'bulani. Skillnaden mot den ordinarie bollen är att Jo'bulani är guldfärgad. 

## Kritik
Flera spelare kritiserade bollen redan innan VM startade och från vissa håll kom kritik att bollen var för rund. Under VM framförde ett par målvakter kritik om att bollen var oförutsägbar.